# Ada County
Ada County ist ein County im Bundesstaat Idaho der Vereinigten Staaten. Der Verwaltungssitz (County Seat) ist Boise, das gleichzeitig die Hauptstadt von Idaho ist. Der Bezirk wurde nach Ada Riggs benannt, sie war das erste weiße Kind, das in dieser Region geboren wurde.

## Geographie
Das County liegt im Südwesten von Idaho, ist im Westen etwa 45 km von Oregon entfernt und hat eine Fläche von 2746 Quadratkilometern, wovon 14 Quadratkilometer Wasserfläche sind. Es grenzt im Uhrzeigersinn an folgende Countys: Boise County, Elmore County, Owyhee County, Canyon County und Gem County. Es liegt nahezu vollständig in der Ebene der Snake River Plain.

## Geschichte

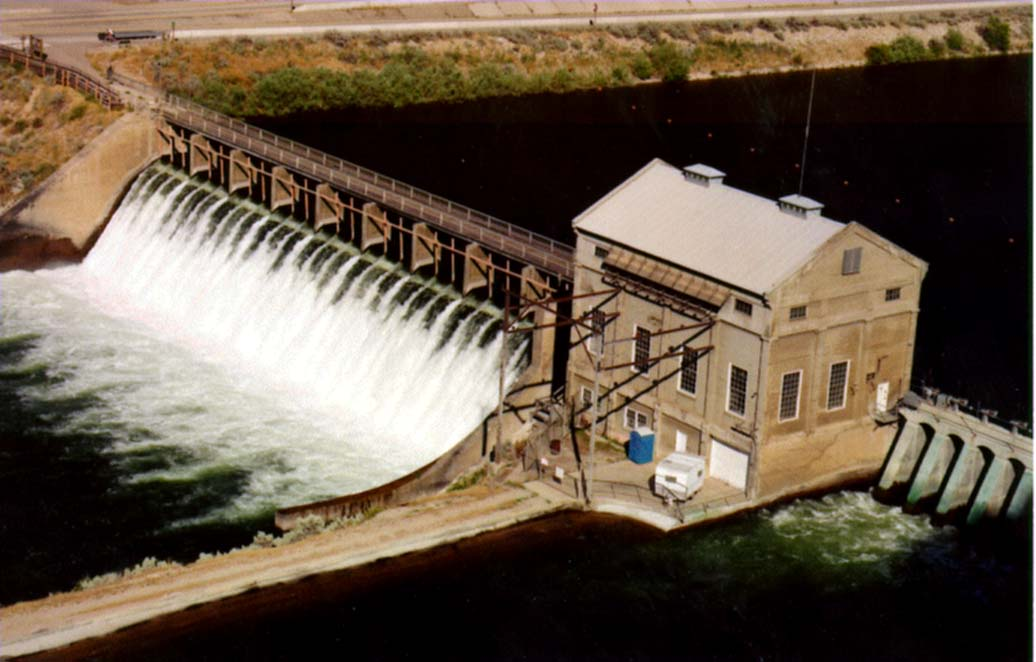
Der Boise River Diversion Dam

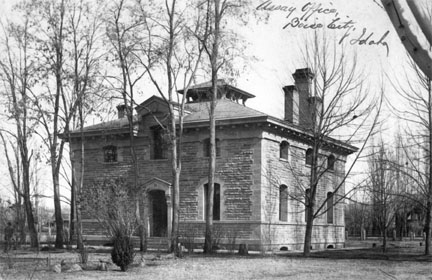
Assay Office, einzige National Historic Landmark des County

Ada County wurde am 22. Dezember 1864 aus Teilen des Boise County gebildet. Benannt wurde es nach Ada Riggs, dem ersten unter den Pionieren geborene Kind in dieser Gegend und Tochter von H. C. Riggs, einem der Mitbegründer von Boise.
1811 zogen die ersten britischen Trapper durch diese Gegend und 1834 wurde Fort Boise, in der Nähe von Parma, erbaut. Es diente auch als Handelsposten und Haltepunkt des Oregon Trails. Nachdem das alte Fort 1954 aufgegeben worden war, wurde 1963 ein Fort desselben Namens an der Stelle der heutigen Stadt Boise gegründet.
Im Sommer 1862 gab es die ersten Goldfunde, die das County bekannt werden ließen. Ab 1864 gab es durch die Ben Holladay's Stage Company mittels Pferdekutschen die ersten regelmäßigen Personentransportverbindungen nach Walla Walla (Washington) und Salt Lake City (Utah).
Ab 1869 führte die Eisenbahnlinie von Council Bluffs, Iowa, nach Sacramento, Kalifornien, durch diese Gegend, was den Siedlern die Möglichkeit gab ihre Erzeugnisse im weiteren Umkreis zu verkaufen. 1882 kam noch die Oregon Short Line Railroad dazu und die erste Industrie entwickelte sich. Ab 1887 gab es auch noch eine Anbindung an die Idaho Central Railroad.
1890 wurde dank der vorhandenen Thermalquellen das erste Thermalbad mit Indoor-Pool und Erholungsbereichen eröffnet und das County war das erste durch Anwendung der Geothermie mit Warmwasser versorgte County in den Vereinigten Staaten.
Ab 1900 nahm die Holzwirtschaft an Bedeutung zu. 1905 wurde das erste Sägewerk errichtet und 1906 das erste Kraftwerk, was die Elektrifizierung im County vorantrieb. Ebenso wurde mit der zentralen Wasserversorgung begonnen.
Im Federal Highway Act von 1921 wurde der Bau von zwei Highways beschlossen und danach begonnen. 1926 wurde der U.S. Highway 30, auch bekannt als Old Oregon Trail Highway, freigegeben und ab 1928 verkehrten sogenannte Auto Stage Lines (Buslinien) als Alternative zur Eisenbahn und der 20 Jahre zuvor gebauten, etwa 100 km langen schienengebundenen Trolley-Linie im County.
Am 6. April 1926 wurde mit einem Doppeldecker der erste reguläre Luftpostdienst aufgenommen. Dies war gleichzeitig der eigentliche Start von United Airlines, die im Dezember 1929 gegründet wurde.
Im Zuge des Zweiten Weltkriegs wurde im County die Militärbasis Whitney Field, später umbenannt in Gowen Field, eingerichtet. Sie war spezialisiert auf die Schulung von Bomberpiloten und brachte der Region einen rasanten Wirtschaftsaufschwung verbunden mit einem Anstieg der Einwohnerzahl.
Im Ada County steht eine National Historic Landmark, das Assay Office. 154 weitere Stätten und Bauwerke sind im National Register of Historic Places eingetragen.

## Demografische Daten
Nach der Volkszählung im Jahr 2000 lebten im Ada County 300.904 Menschen in 113.408 Haushalten und 77.344 Familien. Die Bevölkerungsdichte betrug 110 Personen pro Quadratkilometer. Ethnisch betrachtet setzte sich die Bevölkerung zusammen aus 92,86 Prozent Weißen, 0,65 Prozent Afroamerikanern, 0,69 Prozent amerikanischen Ureinwohnern, 1,74 Prozent Asiaten, 0,15 Prozent Bewohnern aus dem pazifischen Inselraum und 1,67 Prozent aus anderen ethnischen Gruppen; 2,24 Prozent stammten von zwei oder mehr Ethnien ab. 4,48 Prozent der Bevölkerung sind Spanier oder Lateinamerikaner.
Von den 113.408 Haushalten hatten 36,2 Prozent Kinder unter 18 Jahren, die bei ihnen lebten. 55,1 Prozent davon waren verheiratete, zusammenlebende Paare. 9,4 Prozent waren allein erziehende Mütter und 31,8 Prozent waren keine Familien. 23,8 Prozent waren Singlehaushalte und in 6,7 Prozent lebten Menschen mit 65 Jahren oder älter. Die Durchschnittshaushaltsgröße betrug 2,59 und die durchschnittliche Familiengröße war 3,11 Personen.
27,3 Prozent der Bevölkerung waren unter 18 Jahre alt, 10,3 Prozent zwischen 18 und 24 Jahre, 32,5 Prozent zwischen 25 und 44 Jahre, 20,8 Prozent zwischen 45 und 64 Jahre. 9,1 Prozent waren 65 Jahre oder älter. Das Durchschnittsalter betrug 33 Jahre. Auf 100 weibliche Personen kamen 100,6 männliche Personen. Auf 100 Frauen im Alter von 18 Jahren und darüber kamen 98,9 Männer.
Das jährliche Durchschnittseinkommen der Haushalte betrug 46.140 USD, das Durchschnittseinkommen der Familien 54.416 USD. Männer hatten ein Durchschnittseinkommen von 37.867 USD, Frauen 26.453 USD. Das Prokopfeinkommen betrug 22.519 USD. 5,4 Prozent der Familien und 7,7 Prozent der Einwohner lebten unterhalb der Armutsgrenze.

## Orte im Ada County
Citys
| - Boise - Eagle - Garden City | - Kuna - Meridian - Star |

Census-designated places (CDP)
| - Hidden Spring |